# Caché
Cet article possède un paronyme, voir Cache.
Pour plus de détails, voir Fiche technique et Distribution.
Caché est un film français réalisé par Michael Haneke et sorti en 2005. Ce long métrage a été primé au festival de Cannes 2005 pour sa mise en scène.

## Synopsis
Georges Laurent, journaliste, anime une émission littéraire sur une chaîne de télévision. Il vit paisiblement dans une maison à Paris. Cette tranquillité se fissure le jour où sa femme Anne et lui reçoivent une première cassette vidéo anonyme à leur domicile. Leur maison est filmée en plan fixe depuis la rue d'en face, la rue des Iris ; leur famille est observée de manière anonyme et volontairement inquiétante.
D'autres cassettes, ainsi que des dessins sanguinolents leur sont envoyés : une vidéo montrant le domaine agricole où Georges a passé son enfance, une autre montrant un immeuble  de Romainville et le couloir qui mène jusqu'à un appartement. Puisque la police ne veut pas enquêter tant que Georges et sa famille ne subissent pas d'agression, il décide alors de trouver qui lui envoie des cassettes destinées à impressionner, en l'absence de toute revendication.

## Fiche technique
- Titre : Caché
- Réalisation : Michael Haneke
- Scénario : Michael Haneke
- Musique : Ralph Rieckermann
- Photographie : Christian Berger
- Montage : Michael Hudecek et Nadine Muse
- Décors : Emmanuel de Chauvigny et Christoph Kanter
- Costumes : Lisy Christl (en)
- Production : Veit Heiduschka, Valerio De Paolis, Michael Weber, Michael Katz et Margaret Ménégoz
- Société de production : Les Films du losange
- Budget : 8,51 millions d'euros[réf. nécessaire]
- Pays d'origine :  France,  Autriche,  Allemagne,  Italie
- Langue : français
- Format : couleur - 1,85:1 - Dolby Digital - 35 mm
- Genre : thriller
- Durée : 117 minutes
- Dates de sortie : 14 mai 2005 lors du Festival de Cannes 2005, 5 octobre 2005 (France), 26 octobre 2005 (Belgique)
- Classé "tous publics" lors de sa sortie en salle [1]

## Distribution
- Juliette Binoche : Anne Laurent
- Daniel Auteuil : Georges Laurent
- Lester Makedonsky : Pierrot Laurent
- Annie Girardot : la mère de Georges
- Maurice Bénichou : Majid
- Nathalie Richard : Mathilde
- Bernard Le Coq : Jacques
- Daniel Duval : Pierre
- Denis Podalydès : Yvon
- Aïssa Maïga : Chantal
- Caroline Baehr : infirmière
- Christian Benedetti : père de Georges
- Philippe Besson : invité à la télé
- Loïc Brabant : officier de police numéro 2
- Jean-Jacques Brochier : invité à la télé
- Paule Daré : personne à l'orphelinat
- Louis-Do de Lencquesaing : propriétaire de la librairie
- Annette Faure : la mère de Georges, jeune
- Hugo Flamigni : Georges enfant
- Peter Stephan Jungk : écrivain
- Diouc Koma : cycliste
- Marie Kremer : Jeannette
- Nicky Marbot : le chauffeur de l'orphelinat
- Malik Nait Djoudi : Majid enfant
- Marie-Christine Orry : femme de ménage
- Mazarine Pingeot : invitée à la télé
- Julie Recoing : assistante de Georges
- Karla Suárez : romancière
- Laurent Suire : officier de police numéro 1
- Jean Teulé : invité à la télé
- Walid Afkir : fils de Majid

## Production

### Tournage
Le tournage s'est déroulé à Paris, notamment au no 49 de la rue Brillat-Savarin et depuis la rue des Iris, et Vienne. La scène finale qui donne la clef d'explication du film (qui en réalité n'explique rien mais ne fait qu'ajouter une interrogation supplémentaire) est tournée sur le parvis de l'École nationale de chimie physique et biologie de Paris, rue Pirandello.

## Accueil
Le film figure dans la liste des 100 meilleurs films de tous les temps (en) établie auprès de réalisateurs par le magazine anglais Sight and Sound en 2012.
Un projet de remake américain avait été un temps envisagé par Ron Howard.
Le Figaro y reconnait son quotidien poisseux, ses petites lâchetés et ses grandes angoisses. L'Humanité évoque un travail d'entomologiste de la culpabilité, déléguant au plan-séquence la charge morale que Jean-Luc Godard prête au choix d'un travelling. The Hollywood Reporter y voit l'examen d'un homme qui refuse de faire face à ses responsabilités ; Les Cahiers du Cinéma, un gamin sadisant les images et un bonheur à le regarder faire ; Chronic'art, une roublardise d'une prétention délirante et Les Inrockuptibles parle d'histoire à suspense tendue et paranoïaque. 

### Télé réalité
Contrechamp de la téléréalité et de la télévision réaliste, violeuse de l'intimité, exhibitionniste, le personnage de Georges Laurent s'inspire de Bernard Pivot. On peut voir, dans la chambre de Pierrot, des affiches des films Perdus dans l'espace (1998), Matrix Reloaded, In Hell (2003), Les Chroniques de Riddick et Van Helsing (2004).

### Guerre d'Algérie
Mazarine Pingeot figure parmi les invitées de l'émission de Georges Laurent. Fille « cachée » de Mitterrand, sa présence est un clin d'œil au titre du film. Elle évoque, indirectement, l'action de son père, François Mitterrand durant la Guerre d'Algérie alors ministre de l'Intérieur, en 1954, puis Garde des Sceaux, de 1956 à 1957, traitant ainsi du sentiment de culpabilité ; culpabilité du personnage principal en particulier, et culpabilité des Français en général, vis-à-vis des événements de 1961 et du traitement des immigrés. L'ultime scène, et le générique de fin, donne une clef de compréhension du film, avec la rencontre et une discussion (dont la teneur est insaisissable pour le spectateur) entre le fils de Majid et Pierrot Laurent, à la sortie du lycée de ce dernier qui se rencontrent sans qu'il soit possible de déterminer s'ils font connaissance ou se connaissent déjà et s'ils sont (l'un ou l'autre ou les deux) responsables de l'envoi des cassettes vidéo. La scène laisse planer le doute.

## Distinctions

### Récompenses
- Festival de Cannes 2005 : Prix de la mise en scène et Prix FIPRESCI.
- Prix du cinéma européen 2005 : meilleur film, meilleur acteur (Daniel Auteuil), meilleur réalisateur (Michael Haneke), meilleur montage (Michael Hudecek et Nadine Muse), Prix FIPRESCI (en).
- Étoiles d'or de la presse du cinéma français 2006 : Étoile d'or du scénariste.
- Primé au Festival international du film de Pyongyang 2006[7].

### Nominations
- Le film est sélectionné pour représenter l'Autriche à l'Oscar du meilleur film en langue étrangère pour la 78e cérémonie des Oscars. Il fut disqualifié, car le règlement exige que le film sélectionné doit être majoritairement tourné dans la langue officielle du pays représenté. La disqualification de Caché, un des films les plus appréciés de l'année, fut négativement reçue[8],[9]. Cette restriction linguistique fut supprimée l'année suivante[10].
- 31e cérémonie des César :
  - Meilleur réalisateur pour Michael Haneke,
  - Meilleur scénario original pour Michael Haneke,
  - Meilleur acteur dans un second rôle pour Maurice Bénichou,
  - Meilleur espoir masculin pour Walid Afkir.